# Borknagar
Borknagar est un groupe de metal progressif norvégien, originaire de Bergen, fondé en 1995 par Øystein Garnes Brun. Le style du groupe mélange black metal et folk metal avec des éléments sonores progressifs et mélodieux. Les paroles du groupe présentent souvent la philosophie, la nature, et le cosmos.

## Biographie
Borknagar est formé en 1995 à Bergen, en Norvège, par le musicien Øystein Garnes Brun. Ce dernier fonde le groupe après avoir quitté le groupe Molested. Lassé par l'aspect brutal de sa musique, il voulait explorer une autre forme d'approche du metal, plus mélodieuse et harmonieuse.
L'année suivant la création du groupe, Borknagar sort son premier album studio, un album éponyme. Cet opus contient des sonorités black metal crues et mises en avant, et est également leur seul et unique album à ce jour uniquement composé en norvégien. De plus, il s'agit du seul album enregistré avec la formation d'origine du groupe. Le bassiste Infernus quitte Borknagar peu après la sortie de l'album. Grâce à ce dernier, le groupe signe avec le label Century Media Records sur lequel il publie l'année suivante The Olden Domain. Depuis, tous les albums de Borknagar sont sortis sur ce label. Cet opus marque le début de l'évolution vers une musique plus orientée vers la mélodie et le folk metal. En 1998 sort The Archaic Course, leur troisième disque, suivi par la sortie de Quintessence en 2000, puis par celle de Empiricism l'année suivante.
En 2004 sort l'album Epic. Concernant le titre, Øystein explique : « On s'est pas mal concerté pour trouver un titre. Il y a eu pas mal d'idées. Mais aucun titre n'allait avec l'ensemble de notre album. Les titres n'allaient qu'à une moitié de nos chansons. [...] alors, on a pensé à Epic. »
En mars 2008, la formation annonce sur Internet que les musiciens Erik Tiwaz et Jens F. Ryland reviennent dans le groupe. En mai de cette même année, le batteur Asgeir quitte le groupe à cause de divergences musicales. Øystein annonce que cette séparation s'est effectuée en bons termes et qu'elle s'est réalisée d'un accord commun. Il est remplacé par David Kinkade, qui a été batteur dans les groupes Malevolent Creation et Arsis. En 2010 sort l'album Universal. Le groupe avait pour projet de partir en tournée en Amérique du Sud, mais cette dernière a dû être annulée, pour des raisons indépendantes de leur volonté.
Le 22 avril 2011, le groupe annonce officiellement le retour de ICS Vortex à la basse et au chant. En octobre 2011, le batteur David Kinkade quitte le groupe pour se consacrer exclusivement à Soulfly et il est remplacé par Baard Kolstad. Au cours de l'année 2012 sort l'album Urd.
Au début de 2016, le groupe publie un nouvel album studio intitulé Winter Thrice.
Début 2019, le groupe annonce le départ du chanteur Vintersorg et son remplacement par I.C.S. Vortex. De même, un nouveau guitariste, Jostein Thomassen, vient combler le départ de Jens F. Ryland. Un nouvel album, True North, est publié le 27 septembre 2019. Leur douzième album, Fall sort le 23 février 2024.

## Style et évolution musicale
Borknagar jouait à la base un black metal très cru. Au fur et à mesure des albums, la musique s'est de plus en plus orientée vers la mélodie. Des influences de metal progressif et de folk metal ont fait leur apparition à partir de The Olden Domain. Les paroles des chansons abordent principalement des sujets comme la nature, la philosophie, le paganisme ou encore le cosmos.

## Récompenses
- 2016 : l'album Winter Thrice est classé 2e des 10 meilleurs album folk de l'année par le site hollandais Folk-Metal.nl[12]

## Membres

### Membres actuels
- Øystein G. Brun – guitare (depuis 1995)
- ICS Vortex – chant (1997–2000, depuis 2010), basse (1998–2000, depuis 2010)
- Lars A. Nedland – clavier, chœurs (depuis 1999)
- Jostein Thomassen (depuis 2019)
- Bjørn Dugstad Rønnow (depuis 2018)

### Anciens membres
- Ivar Bjørnson – clavier (1995–1998)
- Erik « Grim » Brødreskift – batterie (1995–1998; décédé en 1999)
- Kristoffer « Garm » Rygg – chant (1995–1997)
- Infernus – basse (1995–1996)
- Kai Lie – basse (1996–1998)
- Justin Greaves – batterie (1998–1999)
- Asgeir Mickelson – batterie (1999–2008 ; aussi à la guitare basse et à quelques parties de guitare dans Epic)
- Jan Erik Tiwaz (Tyr) – guitare basse (2000–2003, 2006–2010)
- David Kinkade – batterie (2008-2011)
- Jens F. Ryland – guitare (1997-2003, 2007-2018)
- Baard Kolstad – batterie (2012-2018)
- Vintersorg – chant (2000-2019)

## Discographie

### Albums studio
- 1996 : Borknagar
- 1997 : The Olden Domain
- 1998 : The Archaic Course
- 2000 : Quintessence
- 2001 : Empiricism
- 2004 : Epic
- 2006 : Origin
- 2010 : Universal
- 2012 : Urd
- 2016 : Winter Thrice
- 2019 : True North
- 2024 : Fall

### Autres
- 2001 : Split avec Novembre
- 2008 : For The Elements (1996-2006)